# Odruch Riddocha
Odruch masowy Riddocha – odruch, który może towarzyszyć "obronnemu" odruchowi skrócenia. Polega na skurczu mięśni brzucha z rozluźnieniem zwieraczy, co skutkuje oddaniem moczu i stolca, a także wzrostem ciśnienia tętniczego oraz wzmożonym poceniem się poniżej poziomu uszkodzenia rdzenia, w odpowiedzi na podrażnienie skóry jednej z kończyn dolnych.
Odruch opisał szkocki neurolog George Riddoch.